# Clavellisa spinosa
Clavellisa spinosa är en kräftdjursart som beskrevs av C. B. Wilson 1915. Clavellisa spinosa ingår i släktet Clavellisa och familjen Lernaeopodidae. Inga underarter finns listade i Catalogue of Life.